# كأس لبنان للسيدات 2009
كأس لبنان للسيدات 2009 هي النسخة الثانية من كأس لبنان للسيدات، أعلى بطولة كأس كرة قدم نسائية للأندية في لبنان.
لعبت البطولة بين 21 و31 أيّار 2008 بمشاركة 4 فرق، وحقق اللقب الصداقة للمرة الثانية على التوالي بعد فوزه 3–0 في النهائي على الأنصار.

## نصف النهائي
شارك في نصف النهائي أربعة فرق، وتأهل منها فريقين إلى نصف النهائي. لعبت المباريات في 21 أيّار 2008.
| رقم المباراة | الفريق المضيف | النتيجة | الفريق الضيف           |
| ------------ | ------------- | ------- | ---------------------- |
| 1            | الصداقة       | 2–1     | الهومنمن بيروت         |
| 2            | الأنصار       | 5–1     | الأدب والرياضة كفرشيما |

## النهائي
شارك في النهائي ناديي الصداقة والأنصار، وهما نفس الفريقين الذين لعبا نهائي النسخة الماضية. لعبت المبارة في 31 أيّار 2009.
| رقم المباراة | الفريق المضيف | النتيجة | الفريق الضيف |
| ------------ | ------------- | ------- | ------------ |
| 1            | الصداقة       | 3–0     | الأنصار      |